# Benoît Mandelbrot

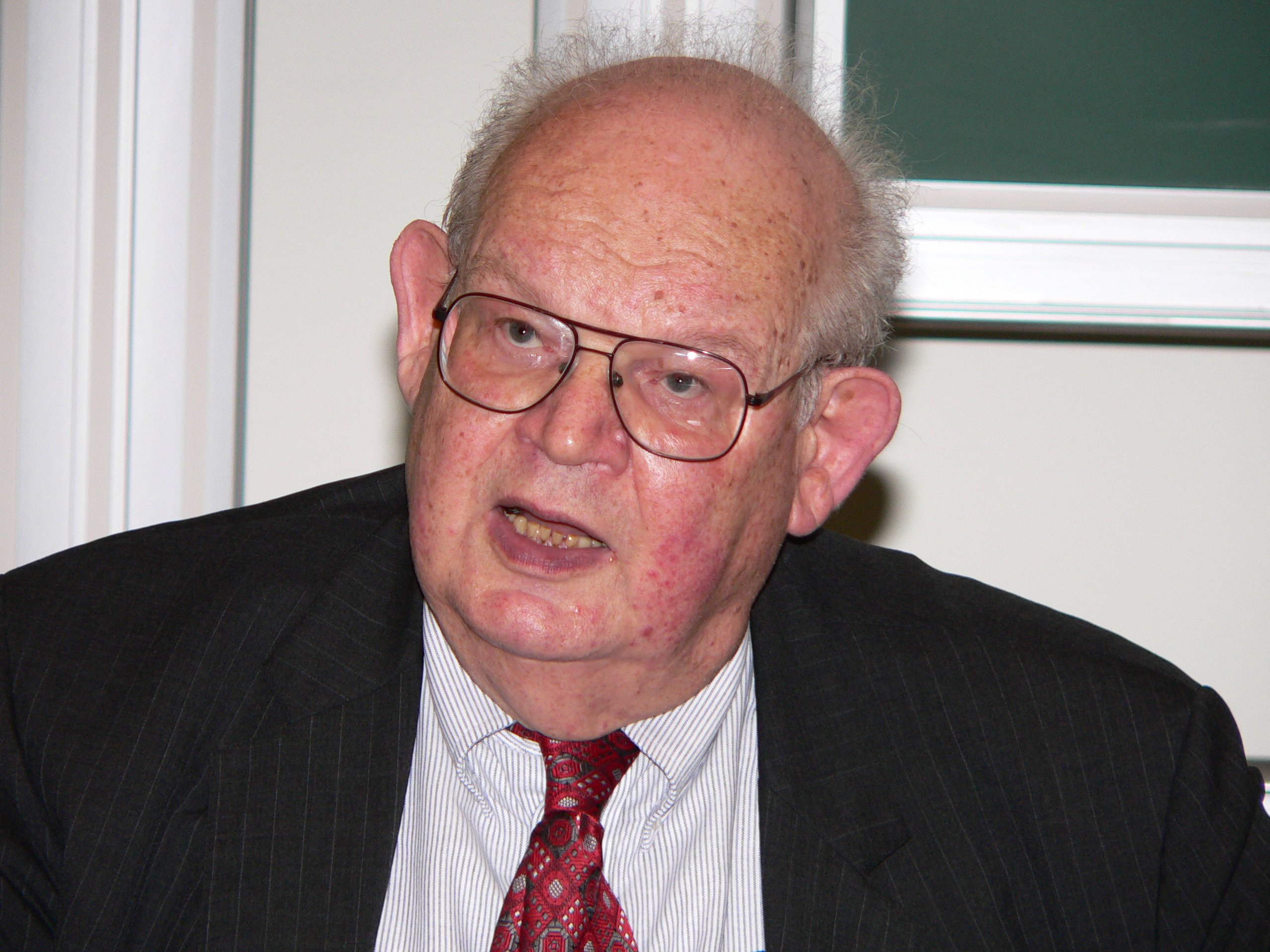
Benoît Mandelbrot

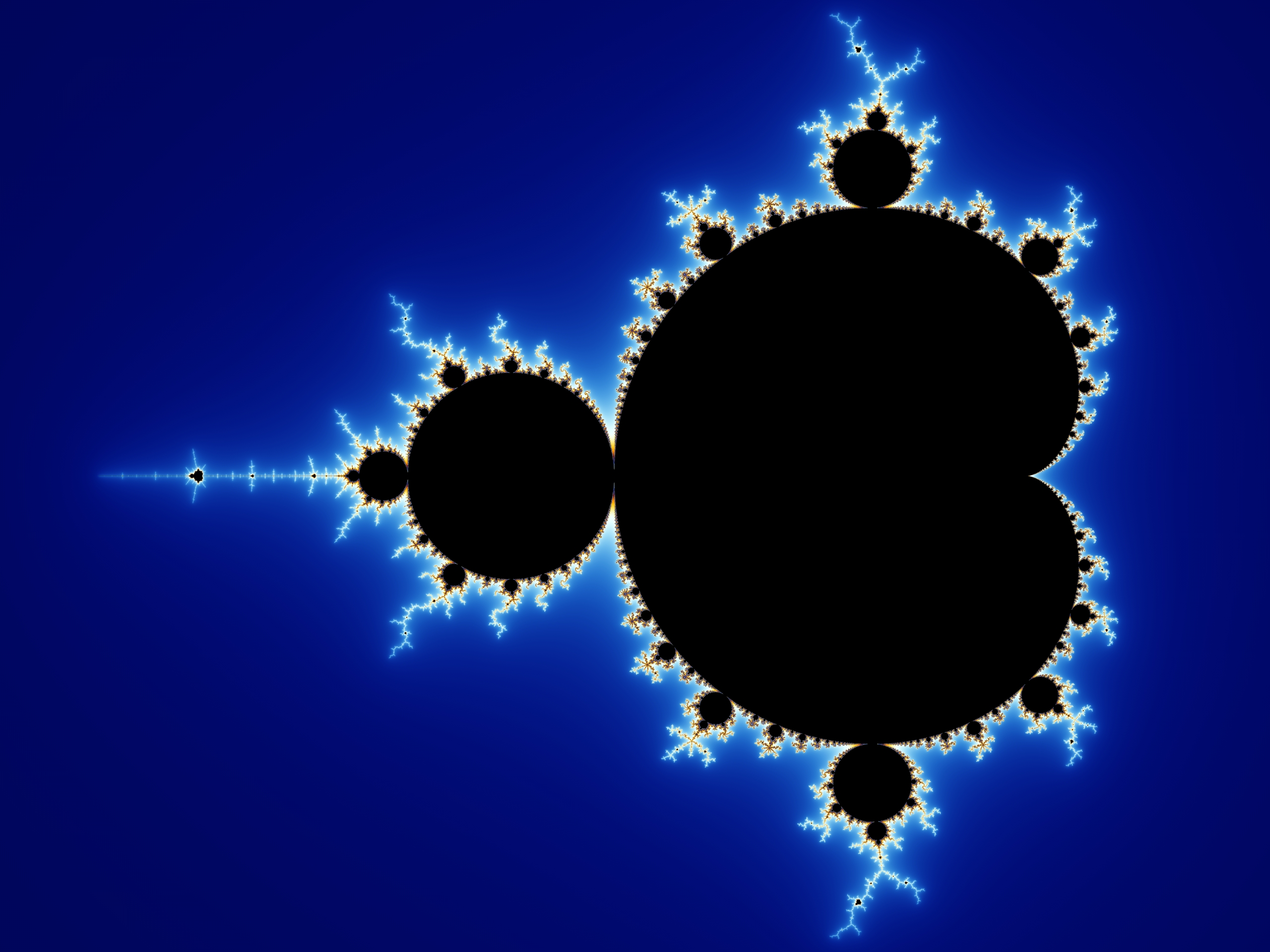
Grafische weergave van de Mandelbrotverzameling

Benoît B. Mandelbrot (Warschau, 20 november 1924 - Cambridge (Massachusetts), 14 oktober 2010) was een Frans wiskundige van Poolse afkomst. Hij is grotendeels verantwoordelijk voor de huidige interesse in fractals en liet zien dat fractals op een groot aantal verschillende terreinen kunnen worden toegepast, zowel in de wis- als in de natuurkunde. Zijn onderzoek bouwt voort op het werk van Gaston Maurice Julia.

## Leven
Mandelbrot werd geboren te Warschau in een intellectueel milieu als zoon van een handelaar in kleding. Zijn moeder was arts en zijn oom Szolem Mandelbrot was een beroemd wiskundige in Parijs. Het gezin verhuisde in 1936 naar Parijs, waar Mandelbrots beide ooms hem met wiskunde lieten kennismaken.
Mandelbrot volgde het Lycée Rolin in Parijs tot het uitbreken van de Tweede Wereldoorlog toen het gezin naar Tulle (Corrèze) verhuisde. In 1944 keerde hij terug naar Parijs waar hij aan de École Polytechnique studeerde bij Gaston Julia en Paul Lévy. Hij studeerde er in 1947 af. Vervolgens studeerde hij twee jaar ruimtewetenschappen aan het California Institute of Technology (Caltech). Na zijn terugkeer naar Frankrijk promoveerde hij in 1952 aan de universiteit van Parijs.
Mandelbrot was van 1949 tot 1957 in dienst bij het Centre National de la Recherche Scientifique (CNRS). Tijdens deze periode werkte hij een jaar bij het Institute for Advanced Study in Princeton, met steun van John von Neumann. In 1955 trouwde hij met Aliette Kagan en verhuisde hij naar Genève.
Het echtpaar verhuisde in 1958 naar de Verenigde Staten, waar Mandelbrot bij het Thomas J. Watson Research Centre van IBM ging werken. Hij bleef de rest van zijn werkzame leven aan IBM verbonden en werd een IBM Fellow en later Fellow Emeritus.
Vanaf 1955 werkte Mandelbrot op diverse terreinen en publiceerde hij over zeer uiteenlopende zaken, zoals informatietheorie, economie en vloeistofdynamica. Hij raakte ervan overtuigd dat deze onderwerpen allemaal hetzelfde achterliggende principe hadden, namelijk recursieve structuren. Om deze structuren te beschrijven bedacht Mandelbrot het begrip fractal. Hij publiceerde zijn ideeën in Les objets fractals, forme, hasard et dimension (1975), dat in 1977 in het Engels werd vertaald als Fractals: form, chance and dimension.
Toen hij in 1979 een verlof van IBM doorbracht als gastdocent aan Harvard, begon Mandelbrot fractals te bestuderen die Juliaverzamelingen worden genoemd. Deze zijn onveranderlijk bij sommige transformaties van complexe getallen. Mandelbrot bouwde voort op onderzoek van Julia en Pierre Fatou, en gebruikte een computer om de Juliaverzamelingen van de vergelijking z2 + c af te beelden. Terwijl hij onderzocht hoe de topologie van deze Juliaverzamelingen afhing van de complexe parameter c, ontdekte hij de Mandelbrotverzameling, een fractal die nu zijn naam draagt.
In 1982 verscheen een uitgebreide en bijgewerkte versie van zijn ideeën in The Fractal Geometry of Nature. Dit invloedrijke werk bracht fractals onder de aandacht van de professionele wiskunde en het grote publiek.
Nadat hij in 1987 bij IBM werd gepensioneerd ging Mandelbrot aan Yale University verder, als Sterling Professor of Mathematical Sciences. In 2003 ontving hij de prestigieuze Japanprijs.

## Publicaties (selectie)
- (fr)  Les Objets fractals. Forme, hasard et dimension, 1973
- (en)  The Fractal Geometry of Nature, 1982
- (fr)  Fractales, hasard et finance, 1998
- (en)  The (Mis)Behaviour of Markets. A Fractal View of Risk, Ruin and Reward, 2004
- (en)  The Fractalist. Memoir of a Scientific Maverick, 2012 (postuum)